# Đặng Thị Ngọc Thịnh

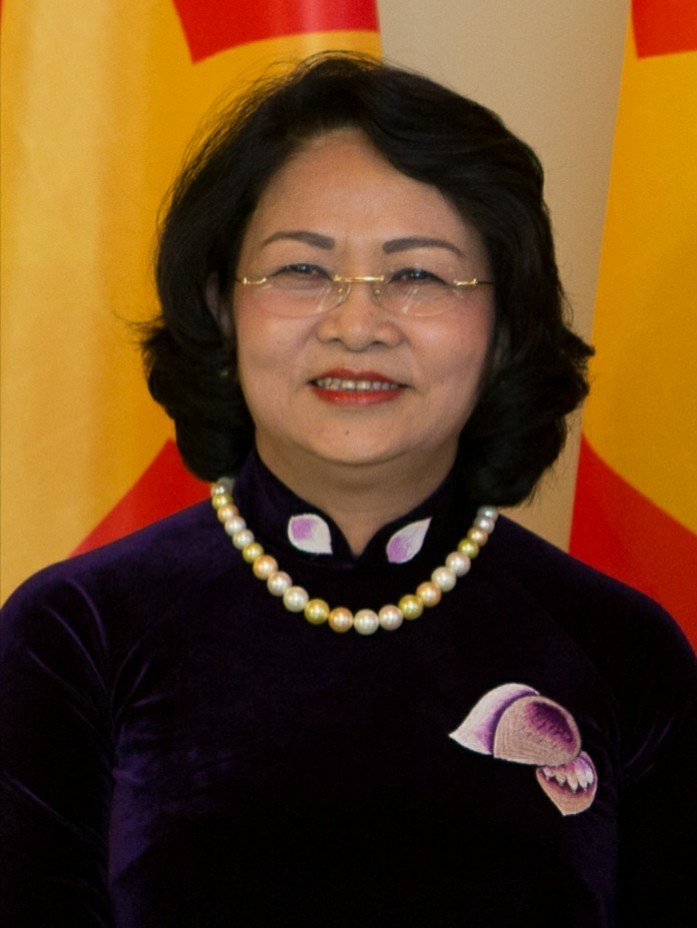
Đặng Thị Ngọc Thịnh 2016

Đặng Thị Ngọc Thịnh, Hán tự: 鄧氏玉盛, [ɗaŋ tʰi ŋawk͡p̚ tʰïŋ] (anhörenⓘ) (geboren am 25. Dezember 1959 in Duy Trinh, Provinz Quảng Nam, Vietnam) ist eine vietnamesische Politikerin und seit dem 8. April 2016 Vizepräsidentin Vietnams. Nach dem Tod von Trần Đại Quang am 21. September 2018 war sie bis zum 23. Oktober 2018 Interims-Präsidentin der Sozialistischen Republik Vietnam. Sie ist die erste Frau in der Geschichte Vietnams, die dieses Amt bekleidete, und zugleich seit Song Qingling (1893–1981) das erste weibliche Staatsoberhaupt eines kommunistischen Landes.

## Leben und Wirken
Thịnh hat nach dem Besuch der Nguyen Van Cu School of Politics in Hanoi Jura, Geschichte und politische Theorie studiert. Sie war Vizepräsidentin der vietnamesischen Frauenunion. Darüber hinaus hatte sie verschiedene politische Ämter in der Kommunistischen Partei Vietnams inne, bevor sie am 8. April 2016 in der Nationalversammlung mit über 90 % der Stimmen zur Vizepräsidentin Vietnams gewählt wurde.
Ihr Engagement für die Stärkung der Frauenrechte führte beispielsweise zu ihrer Teilnahme am Asien-Europa-Frauenforum im September 2018 in Sankt Petersburg, auf dem rund 2000 Delegierte aus 100 Ländern vertreten waren. Das Forum war dem Thema Frauen für die globale Sicherheit und nachhaltige Entwicklung gewidmet. Thịnh betonte in ihrer Rede die Rolle der Frauen bei dem „Aufbau einer friedlichen, sicheren, wohlhabenden Welt“. Gleichberechtigung zu erwirken sollte ebenso als „privilegierte Aufgabe“ betrachtet werden wie die Entwicklung von Chancen für die Teilhabe von Frauen. Gut ein Jahr zuvor hatte sie im Rahmen einer Medienkampagne gegen häusliche Gewalt gefordert, in Vorbeugung und Bekämpfung zu investieren und die Opfer zu unterstützen.